# Love... Thy Will Be Done
Love... Thy Will Be Done – pierwszy singel z drugiego albumu Martiki zatytułowanego Martika's Kitchen. Został wydany w lipcu 1991 roku i odniósł sukces na listach przebojów, docierając do pierwszej dziesiątki zestawień w Stanach Zjednoczonych, Wielkiej Brytanii, Australii i Francji. Piosenka została napisana przez piosenkarkę i Prince'a, który był także odpowiedzialny za produkcję.

## Informacje o piosence
Piosenka różniła się brzmieniem od dotychczasowych singli Martiki, została nagrana w stylu adult contemporary. Utwór wyróżnia stały podkład, nagrany za pomocą gitary basowej i perkusji, który nie zmienia się w trakcie trwania piosenki. Teledysk, nagrany w czarno-białych barwach, został wyreżyserowany przez Michaela Haussmana. Piosenkarka Jessie Ware nagrała własną wersję piosenki w 2013 roku.

## Lista piosenek
Singel 7"
1. "Love... Thy Will Be Done" – 4:20
2. "Mi tierra" – 4:34

Maxi singel
1. "Love... Thy Will Be Done" – 4:20
2. "Mi tierra" – 4:35
3. "Temptation" – 4:45

CD
1. "Love ... Thy Will Be Done" – 4:20
2. "Mi tierra" – 4:34

Kaseta
1. "Love ... Thy Will Be Done" – 4:20
2. "Mi tierra" – 4:34

## Pozycje na listach przebojów
| Lista (1991)                       | Najwyższa pozycja |
| ---------------------------------- | ----------------- |
| Australian ARIA Singles Chart      | 1                 |
| Canadian RPM Top Singles           | 7                 |
| Dutch Singles Chart                | 19                |
| French SNEP Singles Chart          | 10                |
| German Singles Chart               | 26                |
| Lista Przebojów Programu Trzeciego | 18                |
| New Zealand RIANZ Top 40 Chart     | 4                 |
| Irish Singles Chart                | 8                 |
| Swiss Singles Chart                | 26                |
| UK Singles Chart                   | 9                 |
| U.S. Billboard Hot 100             | 10                |
| U.S. Billboard Hot Singles Sales   | 24                |
| U.S. Billboard Hot 100 Airplay     | 31                |

| Lista (1991)             | Pozycja |
| ------------------------ | ------- |
| Australian Singles Chart | 14      |